# Leslie Howard (Schauspieler)

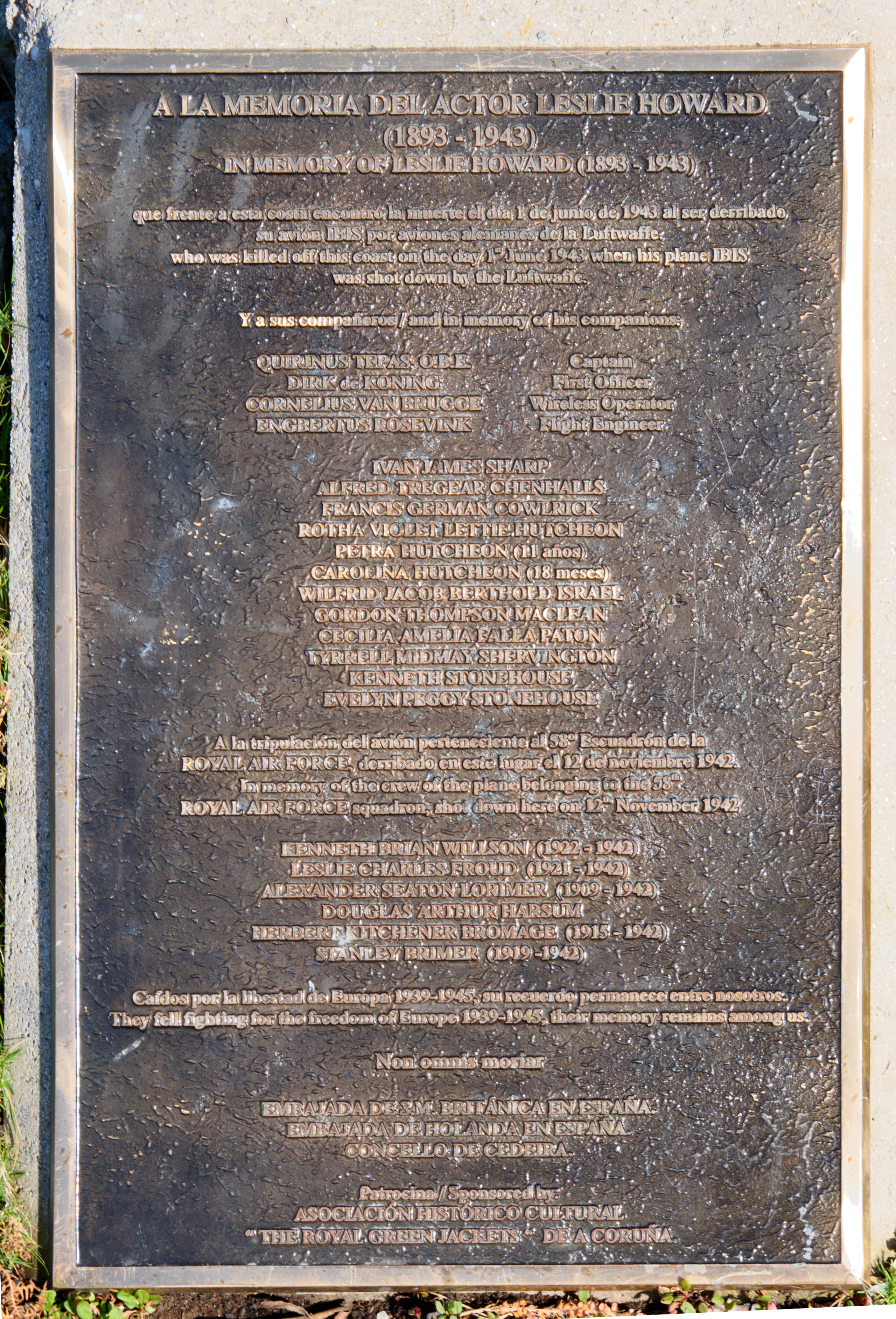
Gedenktafel für Leslie Howard und andere britische Opfer deutscher Flugzeugabschüsse in der Serra da Capelada

Leslie Howard Stainer (* 3. April 1893 in London, England; † 1. Juni 1943 im Golf von Biscaya bei einem Flugzeugabschuss) war ein britischer Bühnen- und Filmschauspieler sowie Regisseur. Er wurde zweimal für den Oscar als bester Hauptdarsteller nominiert und spielte im Filmklassiker Vom Winde verweht (1939) die Rolle des Ashley Wilkes.

## Leben
Leslie Howard war der Sohn ungarisch-jüdischer Eltern. Nach der Universität arbeitete er zunächst im Bankgeschäft, doch dann brach der Erste Weltkrieg aus. Howard wurde Soldat und kehrte 1917 schwer verwundet zurück. Er begann mit dem Schauspielern als Therapie zur Beseitigung der Kriegstraumata. Das Handwerk des Schauspielers erlernte er dann bei einem Tourneetheater. Bereits 1920 schaffte er den Sprung an den Broadway, wo er alleine in den 1920er-Jahren in 17 Stücken spielte und zu einem Theaterstar wurde. Später war er auch häufig als Regisseur und Autor bei seinen Stücken verantwortlich.
Seinen ersten Film drehte er 1930. Zunächst unter Vertrag bei MGM, drehte er Anfang des Jahrzehnts neben den weiblichen Topstars des Studios. Er stand dreimal an der Seite von Norma Shearer vor der Kamera, so etwa in Der Mut zum Glück und Liebesleid, und spielte neben Marion Davies in Five and Ten, der Verfilmung des gleichnamigen Romans von Fannie Hurst. Weitere Auftritte hatte er neben Ann Harding in Animal Kingdom und Kay Francis in British Agent. Howard spezialisierte sich vor allem auf desillusionierte und melancholische Charaktere, oft Intellektuelle oder Romantiker. In England drehte er 1934 den sehr erfolgreichen Abenteuerfilm Die scharlachrote Blume (1934), in dem er als englischer Adeliger während der Französischen Revolution unschuldige Franzosen vor der Guillotine rettet. In drei Filmen war Bette Davis seine Partnerin: Im Filmdrama Of Human Bondage (1934), in der Komödie It’s Love I’m After (1937) und in Der versteinerte Wald (1936), der Verfilmung des gleichnamigen Bühnenstücks von Robert E. Sherwood. In Der versteinerte Wald verkörperte Howard einen suizidgefährdeten Schriftsteller, der als Landstreicher durch die Wüste zieht. An seiner Seite feierte Humphrey Bogart in einer Nebenrolle als Gangster Duke Mantee den Durchbruch als Filmschauspieler, nicht zuletzt dank der Fürsprache von Leslie Howard, der ausdrücklich gegen die Meinung der Filmproduzenten darauf bestand, dass der weitgehend unbekannte Bogart – der die Rolle des Gangsters zuvor schon am Broadway gespielt hatte – auch im Film besetzt wurde.
1938 feierte Howard in England einen persönlichen Erfolg in der Literaturverfilmung Pygmalion: Der Roman eines Blumenmädchens nach dem gleichnamigen Bühnenstück von George Bernard Shaw. Howard übernahm gemeinsam mit Anthony Asquith die Regie, während Literaturnobelpreisträger Shaw am Drehbuch des Filmes mitschrieb. Howard verkörperte dabei an der Seite von Wendy Hiller den selbstherrlichen Sprachwissenschaftler und Professor Henry Higgins. Für seine Darbietung erhielt Howard seine zweite Oscar-Nominierung als Bester Hauptdarsteller.
Sein größter kommerzieller Erfolg wurde Vom Winde verweht aus dem Jahr 1939, in dem Howard die Rolle des Ashley Wilkes spielte. Howard wollte die Rolle allerdings zunächst nicht übernehmen, weil er sich selbst als unpassend für die Rolle ansah und dem Inhalt von Vom Winde verweht wenig abgewinnen konnte. Der Produzent des Filmes, David O. Selznick, ließ Howard deshalb im Gegenzug als Co-Produzent von seinem Film Intermezzo fungieren, in dem Ingrid Bergman ihr US-amerikanisches Filmdebüt gab.
Nach dem Ausbruch des Zweiten Weltkriegs in Europa kehrte Howard nach England zurück. Er nahm an zahlreichen Unterhaltungsveranstaltungen für die britischen Soldaten an der Front teil. Der jüdische Schauspieler nutzte seine Popularität und war intensiv an Propaganda-Aktionen gegen das Dritte Reich beteiligt. Unter anderem war er in verschiedenen Funktionen als Regisseur, Produzent und Schauspieler an mehreren Anti-Nazi-Filmen beteiligt. Bei einem Rückflug von Lissabon nach London wurde sein ziviles Flugzeug BOAC Flight 777 von Leutnant Albrecht Bellstedt, einem Angehörigen der V. Gruppe des KG 40 der deutschen Luftwaffe, im Golf von Biscaya abgeschossen, wobei alle 13 Passagiere und 4 Crewmitglieder starben. An Bord befand sich auch der aus Deutschland vertriebene Unternehmer Wilfrid Israel. Bis heute sind die Umstände des Absturzes nicht restlos aufgeklärt und es existieren verschiedene Theorien, aus welchem Grund die Zivilmaschine abgeschossen wurde, etwa dass der deutsche Geheimdienst angenommen hatte, dass sich Winston Churchill in der Maschine befände. Laut dem Führer des Verbands, Herbert Hinze, befanden sich acht Ju 88C-6 auf einem U-Boot-Sucheinsatz, als sie auf Howards’ DC-3 trafen und angriffen. Als sie das zivile Kennzeichen des Flugzeugs erkannten und das Feuer einstellten, war es bereits zu spät. Howards Leichnam wurde nie gefunden.
Howard war von 1916 bis zu seinem Tod mit Ruth Evelyn Martin verheiratet. Sie hatten zwei Kinder, den späteren Schauspieler Ronald Howard (1918–1996) und die Tochter Leslie Ruth Howard (1924–2013). Sein Neffe war der britische Theater- und Filmschauspieler Alan Howard.

## Filmografie
- 1914: The Heroine of Mons
- 1917: The Happy Warrior
- 1919: The Lackey and the Lady
- 1920: Five Pounds Reward
- 1920: Bookworms
- 1930: Outward Bound
- 1931: Never the Twain Shall Meet
- 1931: Der Mut zum Glück (A Free Soul)
- 1931: Devotion
- 1931: Five and Ten
- 1932: Service for Ladies
- 1932: Liebesleid (Smilin' Through)
- 1932: The Animal Kingdom
- 1933: Secrets
- 1933: Captured
- 1933: Berkeley Square
- 1934: Of Human Bondage
- 1934: The Lady Is Willing
- 1934: British Agent
- 1934: Die scharlachrote Blume (The Scarlet Pimpernel)
- 1936: Der versteinerte Wald (The Petrified Forest)
- 1936: Romeo und Julia (Romeo and Juliet)
- 1937: It’s Love I’m After
- 1937: Mr. Dodd geht nach Hollywood (Stand-In)
- 1938: Pygmalion: Der Roman eines Blumenmädchens (Pygmalion) [auch Regie]
- 1939: Intermezzo (Intermezzo, a Love Story) [auch Ko-Produzent]
- 1939: Vom Winde verweht (Gone with the Wind)
- 1940: Common Heritage (Stimme, als Erzähler)
- 1941: Pimpernel Smith [auch Regie]
- 1941: 49th Parallel
- 1942: The First of the Few [auch Regie]
- 1942: In Which We Serve (Stimme, als Erzähler)
- 1943: The Gentle Sex (Stimme, als Erzähler) [auch Regie]
- 1943: Das heilige Feuer (The Lamp Still Burns) [nur Produktion]

## Auszeichnungen
- Oscarverleihung 1934: Nominierung als bester männlicher Hauptdarsteller für Berkeley Square
- Oscarverleihung 1939: Nominierung als bester männlicher Hauptdarsteller für Pygmalion
- Filmfestspiele von Venedig 1938 – Auszeichnung als bester Schauspieler für Pygmalion
- Filmfestspiele von Locarno 1946 – unterhaltsamster Film für Pimpernel Smith
- Filmfestspiele von Venedig 1938 – Nominierung als bester ausländischer Film für Pygmalion
- Walk of Fame - Eigener Stern im Februar 1960 auf dem 6550 Hollywood Blvd.